# 541185 Boldogkoi
541185 Boldogkoi este o planetă minoră (asteroid) din centura de asteroizi. A fost descoperită pe 30 ianuarie 2011 la Piszkéstetői Obszervatórium⁠(d) de . 
Obiectul prezintă o orbită caracterizată de o semiaxă mare de 2,9935631644985 UAi, o excentricitate de 0,11341908191665, o înclinație de 8,977326006548 ° în raport cu ecliptica.